# 特拉萨内勒
特拉萨内勒（法語：Trassanel，法語發音：[tʁasanɛl] ⓘ）是法国奥德省的一个市镇，属于卡尔卡松区。

## 地理
特拉萨内勒（43°20'47"N, 2°26'11"E）面积4.34 平方千米，位于法国奧克西塔尼大區奥德省，该省份为法国南部沿海省份，北起塔恩省，西北接上加龙省，西接阿列日省，南至东比利牛斯省，东临地中海，东北与埃罗省接壤。
与特拉萨内勒接壤的市镇（或旧市镇、城区）包括：卡布雷斯皮讷、富尔讷卡巴代斯、利穆西、萨莱勒卡巴代斯、米内尔瓦新城。

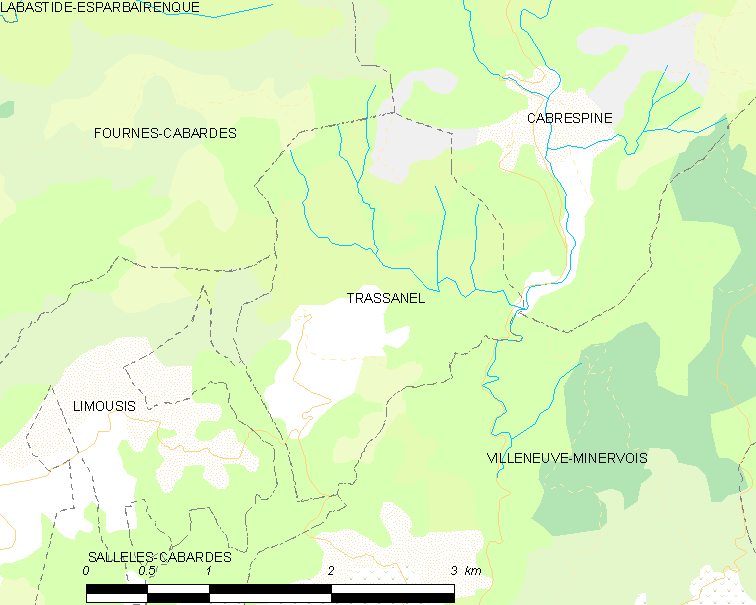
特拉萨内勒的OSM定位图

特拉萨内勒的时区为UTC+01:00、UTC+02:00（夏令时）。

## 行政
特拉萨内勒的邮政编码为11160，INSEE市镇编码为11395。

## 政治
特拉萨内勒所属的省级选区为上密涅瓦县。

## 人口

1962-2008年间特拉萨内勒人口变化图示

特拉萨内勒于2022年1月1日时的人口数量为26人。